# Zwartkaplijstertimalia
De zwartkaplijstertimalia (Illadopsis cleaveri) is een zangvogel uit de familie Pellorneidae.

## Verspreiding en leefgebied
Deze soort komt voor in westelijk en westelijk-centraal Afrika en telt vijf ondersoorten:
- I. c. johnsoni: Sierra Leone en Liberia.
- I. c. cleaveri: Ghana.
- I. c. marchanti: Benin en Nigeria.
- I. c. batesi: van zuidoostelijk Nigeria tot de Centraal-Afrikaanse Republiek en Congo-Brazzaville.
- I. c. poensis: Bioko.

## Status
De grootte van de populatie is niet gekwantificeerd maar de soort wordt omschreven als schaars tot algemeen. Op de Rode lijst van de IUCN heeft deze soort de status niet bedreigd.